# Вашингтон (Айова)
Вашингтон (англ. Washington) — город в США, административный центр округа Вашингтон штата Айова. Население — 7352 человека (2020).

## География
Вашингтон расположен по координатам 41°17′56″ с. ш. 91°41′32″ з. д. (41.298967, -91.692307). По данным Бюро переписи населения США в 2010 году город имел площадь 12,74 км², из которых 12,73 км² — суша и 0,01 км² — водоёмы. В 2017 году площадь составила 13,59 км², из которых 13,58 км² — суша и 0,01 км² — водоёмы.

## Демография
| Год переписи                          | Нас. |  | %±    |
| ------------------------------------- | ---- |  | ----- |
| 1870                                  | 2575 |  | —     |
| 1880                                  | 2949 |  | 14,5% |
| 1890                                  | 3235 |  | 9,7%  |
| 1900                                  | 4255 |  | 31,5% |
| 1910                                  | 4380 |  | 2,9%  |
| 1920                                  | 4697 |  | 7,2%  |
| 1930                                  | 4814 |  | 2,5%  |
| 1940                                  | 5227 |  | 8,6%  |
| 1950                                  | 5902 |  | 12,9% |
| 1960                                  | 6037 |  | 2,3%  |
| 1970                                  | 6317 |  | 4,6%  |
| 1980                                  | 6584 |  | 4,2%  |
| 1990                                  | 7074 |  | 7,4%  |
| 2000                                  | 7047 |  | −0,4% |
| 2010                                  | 7266 |  | 3,1%  |
| 2020                                  | 7352 |  | 1,2%  |
| 1870–2020 Десятилетняя перепись в США |      |  |       |

Согласно переписи 2010 года, в городе проживало 7266 человек в 3048 домохозяйствах в составе 1861 семьи. Плотность населения составила 570 человек/км². Было 3301 квартир (259/км²).
Расовый состав населения:
| - 92,5% — белых - 1,4% — чёрных или афроамериканцев - 0,5% — азиатов - 0,2% — выходцев из тихоокеанских островов - 0,2% — коренных американцев - 2,7% — лиц других рас |

К двум или более расам принадлежало 2,6%. Доля испаноязычных составила 10,7% всего населения.
По возрастному диапазону население распределялось следующим образом: 23,8% — лица младше 18 лет, 55,1% — лица в возрасте 18-64 лет, 21,1% — лица в возрасте 65 лет и старше. Медиана возраста жителя составила 42,4 года. На 100 человек женского пола в городе приходилось 92,8 мужчин; на 100 женщин в возрасте от 18 лет и старше — 88,3 мужчин также старше 18 лет.
Средний доход на одно домашнее хозяйство составил 60 677 долларов США (медиана — 45 013), а средний доход на одну семью — 64 033 доллара (медиана — 58 958). Медиана доходов составляла 36 160 долларов для мужчин и 31 857 долларов для женщин. За чертой бедности находилось 10,7% человек, в том числе 14,2% детей в возрасте до 18 лет и 8,7% лиц в возрасте 65 лет и старше.
Гражданское трудоустроенное население составляло 3613 человек. Основные области занятости: образование, здравоохранение и социальная помощь — 26,4%, розничная торговля — 17,9%, производство — 12,8%, искусство, развлечения и отдых — 8,5%.